# Dům čp. 199 (Štramberk)
Dům čp. 199 stojí na ulici Zauličí ve Štramberku v okrese Nový Jičín. Roubený dům byl postaven v druhé polovině 18. století. Byl zapsán do Ústředního seznamu kulturních památek ČR před rokem 1988 a je součástí městské památkové rezervace.

## Historie
Podle urbáře z roku 1558 bylo na náměstí postaveno původně 22 domů s dřevěným podloubím, kterým bylo přiznáno šenkovní právo, a sedm usedlých na předměstí. Uprostřed náměstí stál pivovar. V roce 1614 je uváděno 28 hospodářů, fara, kostel, škola a za hradbami 19 domů. Za panování jezuitů bylo v roce 1656 uváděno 53 domů. První zděný dům čp. 10 byl postaven na náměstí v roce 1799. V roce 1855 postihl Štramberk požár, při němž shořelo na 40 domů a dvě stodoly. V třicátých letech 19. století stálo nedaleko náměstí ještě dvanáct dřevěných domů.
Původní roubený dům čp. 199 byl postaven v druhé polovině 18. století. Dendrochronologický průzkum datoval kácení použitých jedlových kmenů do období let 1778–1780 a 1780–1781. Při přečíslování domů v roce 1771 měl čp. 141 a patřil rodině Kelnarů. V šedesátých letech 20. století byl dům renovován a v roce 2008 byla provedena jeho rekonstrukce. Objekt je příkladem původní předměstské zástavby ve Štramberku.

## Stavební podoba
Dům je přízemní roubená stavba na obdélném půdorysu, je situován na ostrohu do křížení ulic Zauličí a Dolní. Pro jeho polohu se mu říkalo Ostrov. Dispozice roubenky je trojdílná se dvěma jizbami a síní. Stavba je roubená z kuláčů. Je postavená na vysoké omítnuté kamenné podezdívce, která vyrovnává svahovou nerovnost, je podsklepená s jedním vchodem z ulice Dlouhá. Štítová průčelí jsou jednoosá. V severovýchodním průčelí je vstup a v protilehlém je jedno kaslíkové okno. Štíty jsou svisle bedněné s výzorníkem, kabřincem nahoře a podlomenicí v patě štítu. Střecha je sedlová s vikýřem. Krytinu střechy tvoří štípaný šindel. Severovýchodní okapová strana je bez otvorů, ve střední části z roubenky mírně předstupuje zděná stěna pece. Jihozápadní okapová strana je čtyřosá se třemi okny a vchodem. Na masivních trámech je umístěna pavlač s bedněným zábradlím, která obíhá jižní okapovou stanu a severozápadní štítové průčelí. V roubence se dochovala původní zděná kamna.